# Euclysia maurusaria
Euclysia maurusaria là một loài bướm đêm trong họ Geometridae.